# Cieniawa (wzniesienie)
Cieniawa – wzniesienie o wysokości 110,6 m n.p.m. położone w woj. pomorskim na obszarze miasta Gdańska, w dzielnicy Brętowo, na terenie Trójmiejskiego Parku Krajobrazowego.
Nazwę Cieniawa wprowadzono w 1949 roku, zastępując poprzednią urzędową nazwę byłego Wolnego Miasta Gdańska Wald Berg. Związana z dawną nazwą może być nazwa ulicy Leśna Góra, znajdującej się na obszarze leżącego w tej samej dzielnicy osiedla Niedźwiednik, którego granice przebiegają w odległości ok. 400 m na północ i wschód od wzniesienia.
Na południe od wzniesienia Cieniawa, w odległości ok. 150 m, przebiega ul. Słowackiego. W pobliżu znajduje się Rezerwat przyrody Wąwóz Huzarów.